# Террор вервоидов
Террор вервоидов (англ. Terror of the Vervoids) — третья серия двадцать третьего сезона британского научно-фантастического телесериала «Доктор Кто», состоящая из четырёх эпизодов, которые были показаны в период с 1 по 22 ноября 1986 года. Является третьей частью сюжетной арки «Суд над Повелителем времени», из которой состоит весь сезон.

## Сюжет
Суд над Доктором продолжается, и в свою защиту тот демонстрирует на экране события из своего будущего, приключение на космическом лайнере Гиперион III.
На Гиперионе III старик по имени Кимбер принимает минералога Гренвилля за следователя Халлетта. Трое ученых, профессор Ласки, Брухнер и Доланд обеспокоены этим, считая, что Гренвилль может быть следователем.
Тем временем таинственная фигура оглушает Эдвардса, офицера связи, и отправляет сигнал бедствия на ТАРДИС, которая приземляется на борту. Доктора и его новую спутницу Мел ловят и приводят к коммодору Трэверсу, знакомому Доктора, который просит провести расследование.
Офицер Радж отводит Мел в спортзал, где та, надев наушники, слышит требование привести Доктора в каюту № 6. В грузовом отсеке Ласки, Доланд и Брухнер отмечают, что большие капсулы стабильны, но пропали семена деметры. В каюте Доктор и Мел находят семена и один ботинок.
Радж сообщает Трэверсу, что кого-то выбросили в мусоропровод, и все, что найдено — ботинок, парный найденному Доктором. Он принадлежал Гренвиллю, но Доктор не узнает его имя. Мел отправляется в центр гидропоники вместе с Эдвардсом, которого вскоре бьет током насмерть.
Доланд и Брухнер, узнав, что капсулы пусты, начинают расспрашивать Мел о её действиях в центре гидропоники. Радж узнает, что тела Эдвардса и двух охранников, прибывших на место его смерти, пропали.
Трэверс решает сменить курс корабля, чтобы скорее прибыть на Землю. Трое могарианцев беспокоятся, что это приблизит их к чёрной дыре Тартара, но коммодор заверяет, что они придерживаются безопасных маршрутов. Внезапно один из них падает без сознания, и Доктор, несмотря на предупреждения, что кислород ядовит для могарианцев, снимает с него маску, под которой оказывается Гренвилль, а в нём Доктор узнает Халлетта, следователя для прикрытия, сфабриковавшего свою смерть.
Доктор и Мел замечают, как профессор покидает охраняемую комнату, и, проникнув туда, они находят полуженщину-полурастение, привязанную к столу. Она пытается наброситься на Ласки, но та вместе с Брухнером и Доландом усыпляет её. Оказывается этот мутант — их ассистентка Рут Бакстер, заразившаяся пыльцой в ходе эксперимента, и её везут на Землю в надежде остановить процесс мутации. Вскоре Мел, подслушавшую разговор существ, собирающихся убить всех «животных» на корабле, оглушают и кидают в мусорный ящик, но Доктор успевает её оттуда вытащить.
Оказывается, что когда Эдвардса убило током, из капсул вышли растениеподобные вервоиды. Брухнер, оглушив Ласки и охранника, заставляет Трэверса и пилота уйти с мостика и направляет корабль в чёрную дыру.
Вервоиды заполняют мостик болотным газом, убивая Брухнера, и Радж просит могарианцев, дышащих в ядовитой атмосфере, направить корабль от чёрной дыры. Когда опасность минует, он вместе с ними захватывает корабль, объясняя это «более комфортной отставкой»: путешествие Могар — Земля для него последнее, после чего его списывают на пенсию. Тем временем кто-то убивает могарианцев. Доктор и Мел, найдя их трупы, забирают их маски, чтобы доказать Раджу, что мятеж окончен. Доланд отбирает у того оружие, тот сбегает и погибает от рук вервоидов. В убийствах оказывается виновен Доланд, которого вскоре также убивают вервоиды.
Ласки пытается убить вервоидов с помощью гербицида, но погибает, а Доктор и Мел находят склад тел в вентиляции. Доктору приходит в голову идея использования вионезия, металла, который перевозили могарианцы, и который ускорит жизненный цикл вервоидов. Трэверс заманивает их в засаду, где Доктор и Мел распыляют металл на вервоидов, которые вскоре погибают. Доктор и Мел помогают выжившим и отбывают на ТАРДИС.
В зале суда Инквизитор интересуется у Доктора, выжил ли кто-то из вервоидов, и тот сообщает, что нет; если бы хоть один лист вервоида выжил и попал на Землю — выросли бы новые вервоиды. Основываясь на этом, Валеярд обвиняет Доктора в геноциде.

## Трансляции и отзывы
| Эпизод            | Дата показа    | Продолжительность | Телезрители (в миллионах) |
| ----------------- | -------------- | ----------------- | ------------------------- |
| «Часть 9»         | 1 ноября 1986  | 24:56             | 5,2                       |
| «Часть 10»        | 8 ноября 1986  | 24:18             | 4,6                       |
| «Часть 11»        | 15 ноября 1986 | 24:07             | 5,3                       |
| «Часть 12»        | 22 ноября 1986 | 24:45             | 5,2                       |
| [ 2 ] [ 3 ] [ 4 ] |                |                   |                           |

## Интересные факты
- В этой серии впервые появляется спутница Доктора Мелани Буш в исполнении Бонни Лэнгфорд. Примечательно, что кроме Сьюзен Форман, она оказалась единственной, у которой не было серии со знакомством и первым приключением с Доктором (действие данной серии происходит в будущем). Эта серия («Неправильные Доктора») планировалась к выпуску в 24 сезоне сериала, но, из-за увольнения Колина Бейкера, так и не была снята, а позже выпущена в формате аудиопостановки. Позже были выпущены и альтернативные варианты их первой встречи: в романе «Необычное дело» и (в альтернативной вселенной) в аудиопостановке «Он шутит над шрамами».
- Несмотря на отсылки к тому, что Доктор уже встречался с коммодором Трэверсом, эта встреча не была описана ни в одном из описанных приключений Доктора. Однако в романе «Инструменты тьмы» упоминалось, что она произошла во время путешествий Доктора с Эвелин Смайт (одной из спутниц Шестого и Седьмого Доктора в романах и аудипостановках).